# Грачі (Єнотаєвський район)
Грачі  (рос. Грачи) — село у Єнотаєвському районі Астраханської області Російської Федерації.
Населення становить 589 осіб (2017). Входить до складу муніципального утворення Грачовська сільрада.

## Історія
Населений пункт розташований на території українського етнічного та культурного краю Жовтий Клин. Від 1925 року належить до Єнотаєвського району.
Згідно із законом від 6 серпня 2004 року органом місцевого самоврядування є Грачовська сільрада.

## Населення
| 2002 | 2010 | 2012 | 2013 | 2014 | 2015 | 2016 |
| ---- | ---- | ---- | ---- | ---- | ---- | ---- |
| 722  | ↘629 | ↘618 | ↘602 | ↘598 | ↘587 | →587 |
| 2017 |      |      |      |      |      |      |
| ↗589 |      |      |      |      |      |      |